# Судовия
Судовия (на полски: Suwalszczyzna; на литовски: Suvalkija; на латински: Sudovia) е историческа област в Североизточна Полша и Южна Литва. Столица е град Сувалки.

## География

### Полша
Обхваща северната част на Подляското войводство.

### Литва
Обхваща Мариямполски окръг, както и югозападната част на Каунаски окръг.

## Име
Названието на областта идва от името на балтоезичното племе йотвинги (судови), живяло по тези земи.

## Население
Населението на областта се състои от поляци, литовци, беларуси и руснаци.

## Градове
- Сувалки
- Аугустов
- Сейни

## Фотогалерия
- Езеро „Ханча“
- Езеро „Вигри“
- Йотвингски курган
- Сувалки
- Сейни
- Аугустовски канал